# Список министерств СССР

На печатях министерств СССР был изображен Герб СССР

Здесь приведены списки союзных министерств — центральных органов государственного управления СССР. Министерства республик Союза ССР и автономных республик, см. статью о соответствующем правительстве союзной или автономной республики.

## Алфавитный список министерств СССР
В этом разделе представлен список всех министерств СССР, которые когда-либо существовали в системе центральных органов государственного управления Советского Союза.
| А Б В Г Д Е Ж З И Й К Л М Н О П Р С Т У Ф Х Ц Ч Ш Щ Ы Э Ю Я                                                                            |
| В круглых скобках приведены официальные аббревиатуры наименований учреждений и годы существования учреждений под данным наименованием. |

### А
- Министерство авиационной промышленности СССР (Минавиапром, МАП) (1946[1]—1953[2]); (1953[3][4]—1957[5]); (1965[6]—1991[7])
- Министерство автомобильного и сельскохозяйственного машиностроения СССР (1988[8]—1991[7])
  - Министерство автомобильной промышленности СССР (Минавтопром) (1946[1]—1947[9])); (1955[10]—1957[11]); (1965[12]—1988[8])
    - Министерство автомобильного, тракторного и сельскохозяйственного машиностроения СССР (1954[3]—1955)
      - Министерство автомобильной и тракторной промышленности СССР (Минавтотракторопром) (1947[9]—1953[2])
- Министерство автомобильного транспорта и шоссейных дорог СССР (Минавтошосдор) (1953[3]—1956[13])
  - Министерство автомобильного транспорта СССР (Минавтотранс) (1952—1953[2])
- Министерство атомной энергетики и промышленности СССР (Минатомэнергопром) (1989[14]—1991)
  - Министерство атомной энергетики СССР (Минатом) (1986[15]—1989[14])

### Б
- Министерство лесной бумажной и деревообрабатывающей промышленности СССР (1954[3]—1957[11])(минлесбумдревпром) 
  - Министерство бумажной и деревоперерабатывающей промышленности СССР (1951[16]—1953[2])

### В
- Министерство вкусовой промышленности СССР (1946[17]—1949[18])

- Военное министерство СССР (1950[19]—1953[2])
- Военно-Морское министерство СССР (1950[19]—1953[2])
  - Министерство вооружённых сил СССР (1946[1]—1950[19])
- Министерство вооружения СССР (1946[1]—1953[2])
- Министерство внешних сношений СССР (МВС) (1991)
  - Министерство внешних экономических связей СССР (МВЭС) (1988[20]—1991[7])
    - Министерство внешней торговли СССР (Минвнешторг) (1946[1]—1953[2]); (1953[3][5]—1988[20])
      - Министерство внутренней и внешней торговли СССР (1953[2]—1953[3])
- Министерство внутренних дел СССР (МВД) (1946[1]—1960[5]); (1968[21]—1991)
- Министерство водохозяйственного строительства СССР (1989[14]—1990[22])
- Министерство высшего и среднего специального образования СССР (Минвуз) (1959[23]—1988[20])
  - Министерство высшего образования СССР (Минвуз) (1946[17]—1953[2]); (1954[3]—1959[23])

### Г
- Министерство газовой промышленности СССР (Мингазпром) (1965[12]—1989)
- Министерство геологии СССР (Мингео) (1946[17]—1953[2]); (1965[12]—1991[7])
  - Министерство геологии и охраны недр СССР (1953[3]—1963[24])
- Министерство городского и сельского строительства СССР (Мингорсельстрой) (1954[25]—1957[11])
  - Министерство городского строительства СССР (1949[19]—1951[26])
- Министерство государственного контроля СССР (1946[1]—1957[27])
- Министерство государственной безопасности СССР (МГБ) (1946[1]—1953[2])
- Министерство государственных продовольственных и материальных резервов (1948[18]—1951[26])
- Министерство гражданской авиации СССР (МГА) (1964[28]—1992)

### Ж
- Министерство животноводства СССР (1946[17]—1947[29])

### З
- Министерство заготовок СССР (1946[1]—1953[2]); (1953[3]—1956[13]); (1969[30]—1985[31])
- Министерство здравоохранения СССР (Минздрав) (1946[1]—1991[7])
- Министерство земледелия СССР (1946[1]—1947[29])

### И
- Министерство иностранных дел СССР (МИД) (1946[1]—1991)
- Министерство информации и печати СССР (1990—1991[7])

### К
- Министерство культуры СССР (Минкульт) (1953[2]—1991)
  - Министерство кинематографии СССР (1946[17]—1953[2])

### Л
- Министерство лесной промышленности СССР (Минлеспром) (1946[1]—1948[18]); (1951[16]—1953[2]); (1954[3]—1957[11]); (1988[20]—1991)
  - Министерство лесной, целлюлозно-бумажной и деревообрабатывающей промышленности СССР (1965[12]—1968[32]); (1980[33]—1988[20])
    - Министерство лесной и деревообрабатывающей промышленности CCCP (Минлесдревпром) (1968[32]—1980[33])
      - Министерство лесной и бумажной промышленности СССР (Минлесбумпром) (1948[18]—1951[16]); (1953[2]—1954[4])
        - Министерство лесного хозяйства СССР (1947[9]—1953[2])
- Министерство лёгкой промышленности (Минлегпром) (1946[1]—1953[2]); (1955[10]—1957[11]); (1965[12]—1989)
  - Министерство лёгкой и пищевой промышленности СССР (Минлегпищепром) (1953[2]—1953[34])

### М
- Министерство материальных ресурсов СССР (1990—1991[7])
  - Министерство материальных резервов СССР (1946[17]—1948[18])

- Министерство машиностроения СССР (Минмаш) (1948—1949); (1953[2]—1954[4]); (1956[13]—1957[11]); (1968[32]—1989)
  - Министерство машиностроения и приборостроения СССР (1946[1]—1953); (1954[3]—1956)
- Министерство машиностроения для животноводства и кормопроизводства СССР (Минживмаш) (1973[35]—1987[36])
- Министерство машиностроения для лёгкой и пищевой промышленности и бытовых приборов СССР (Минлегпищемаш) (1965[12]—1988[20])
- Министерство медицинской промышленности СССР (Минмедпром) (1946[17]—1948[18]); (1967[37]—1985[31]); (1989[14]—1991)
  - Министерство медицинской и микробиологической промышленности СССР (Минмедпром) (1985[31]—1989)
- Министерство мелиорации и водного хозяйства СССР (Минводхоз) (1965[12]—1989)
- Министерство металлургии СССР (Минметаллургии) (1989[14]—1991[7])
  - Министерство металлургической промышленности СССР (1948[18]—1950[16]); (1953[2]—1954[4])
- Министерство монтажных и специальных строительных работ СССР (Минмонтажспецстрой) (1965[12]—1991)
- Министерство морского флота СССР (Минморфлот) (1946[1]—1953[2]); (1954[25]—1991)
  - Министерство морского и речного флота СССР (ММРФ) (1953[2]—1954[4])
- Министерство мясной и молочной промышленности СССР (Минмясомолпром) (1946[1]—1953[2]); (1965[12]—1985[31])

### Н
- Министерство нефтяной и газовой промышленности СССР (Миннефтегазпром) (1989[14]—1991[7])
  - Министерство нефтяной промышленности СССР (Миннефтепром) (1948[18]—1957[11]); (1970[38]—1989)
    - Министерство нефтедобывающей промышленности СССР (Миннефтепром) (1965[12]—1970[38])
    - Министерство нефтеперерабатывающей и нефтехимической промышленности СССР (Миннефтехимпром) (1965[12] — 27.06.1989[39])
      - Министерство нефтяной промышленности восточных районов СССР (1946[1]—1948[18])
      - Министерство нефтяной промышленности южных и западных районов СССР (1946[1]—1948[18])

### О
- Министерство оборонной промышленности СССР (Миноборонпром, МОП) (1953[2]—1957[5]); (1965[6]—1991[7])
- Министерство обороны СССР (Минобороны, МО) (1953[2]—1991)
- Министерство общего машиностроения СССР (Минобщемаш) (1955[10]—1957[11]); (1965[6]—1991[7])
- Министерство охраны общественного порядка СССР (МООП) (26 июля 1966[40] — 25 ноября 1968[21][41])

### П
- Министерство пищевой промышленности СССР (Минпищепром) (1946[1]—1953[2]); (1965[12]—1985[31])
- Министерство плодоовощного хозяйства СССР (1980—1985[31])
- Министерство приборостроения, средств автоматизации и систем управления СССР (Минприбор) (1965[12]—1989)
  - Министерство приборостроения и средств автоматизации СССР (1956[13]—1957[11])
- Министерство природопользования и охраны окружающей среды СССР (1990—1991[7])
- Министерство продовольственных резервов СССР (1946[17]—1948[18])
- Министерство по производству минеральных удобрений СССР (Минудобрений) (1980[33]—1989)
- Министерство промышленного строительства СССР (Минпромстрой) (1967[37]—1986[15])
- Министерство промышленности мясных и молочных продуктов СССР (Минмясомолпром) (1954[3]—1957[11])
- Министерство промышленности продовольственных товаров СССР (1953[3]—1957[11])
- Министерство промышленности средств связи СССР (МПСС) (1946[17]—1953[2]); (1974[42]—1989)
- Министерство промышленности строительных материалов CCCP (Минстройматериалов) (1946[1]—????); (1953[4]—1957[11]); (1965[12]—1991)
- Министерство промышленных товаров широкого потребления CCCP (1953[3]—1955)
- Министерство просвещения СССР (Минпрос) (1966[43]—1988[20])
- Министерство путей сообщения СССР (МПС) (1946[1]—1992)

### Р
- Министерство радиопромышленности СССР (Минрадиопром) (1965[6]—1991[7])
  - Министерство радиотехнической промышленности СССР (1954[3]—1957[5])
- Министерство резиновой промышленности СССР (Минрезинпром) (1947[29]—1948[18])
- Министерство речного флота СССР (Минречфлот) (1946[1]—1953[2]); (1954[25]—1956[13])
- Министерство рыбного хозяйства СССР (Минрыбхоз) (1965[12]—1991[7])
  - Министерство рыбной промышленности СССР (Минрыбпром) (1946[1]—1946[17]); (1948[18]—1953[2]), (1954[3]—1957[11])
    - Министерство рыбной промышленности восточных районов СССР (1946[17]—1948[18])
    - Министерство рыбной промышленности западных районов СССР (1946[17]—1948[18])

### С
- Министерство связи СССР (Минсвязи) (1946[1]—1991)
- Министерство сельского строительства СССР (Минсельстрой) (1953[2]); (1967[37]—1985[31])
- Министерство сельского хозяйства и продовольствия СССР (Минсельхозпрод, МСХП) (1985—1991[7])
  - Министерство сельского хозяйства СССР (Минсельхоз) (1947[29]—1953[4]); (1953[3]—1985[31])
    - Министерство сельского хозяйства и заготовок СССР (Минсельхоззаг) (1953[2]—1953[3])
- Министерство сельскохозяйственного и тракторного машиностроения СССР (1987[36]—1988[8])
  - Министерство сельскохозяйственного машиностроения СССР (1946[1]—1953[2])
- Министерство совхозов СССР (1947[29]—1953[2]); (1953[3]—1957[5])
- Министерство  специального строительства и монтажных работ СССР (1991[7])
- Министерство среднего машиностроения СССР (Минсредмаш) (1953[3]—1963[24]); (1965[6]—1989)
- Министерство станкостроительной и инструментальной промышленности СССР (Минстанкопром, МСиИП) (1954[3]—1957[11]); (1965[12]—1991)
  - Министерство станкостроения СССР (1947[29]—1953[2])
- Министерство строительного, дорожного и коммунального машиностроения СССР (Минстройдоркоммунмаш) (1965[12]—1989)
  - Министерство строительного и дорожного машиностроения СССР (Минстройдормаш) (1946[1]—1953[2]); (1954[3]—1957[11])
- Министерство строительства СССР (Минстрой) (1953[2]—1957[11]); (1967[37]—1986[15])
- Министерство строительства в восточных районах СССР (1986[15]—1991)
  - Министерство строительства СССР в районах Дальнего Востока и Забайкалья (1979[44]—1986[15])
- Министерство строительства в районах Урала и Западной Сибири СССР (1986[15]—1991)
- Министерство строительства в северных и западных районах СССР (1986[15]—1991)
- Министерство строительства в южных районах СССР (1986[15]—1991)
- Министерство строительства военных и военно-морских предприятий  СССР (1946[1]—1949[18])
- Министерство строительства предприятий машиностроения СССР (1949[18]—1953[2])
- Министерство строительства предприятий металлургической и химической промышленности (Минметаллургхимстрой) (1954[3]—1957[11])
- Министерство строительства предприятий нефтяной и газовой промышленности СССР (Миннефтегазстрой) (1972[45]—01.04.1991)
  - Министерство строительства предприятий нефтяной промышленности СССР (1955[25]—1957[11])
- Министерство строительства предприятий тяжёлой индустрии СССР (Минтяжстрой СССР) (1946[1]—1953[2]); (1967[37]—1986[15])
- Министерство строительства предприятий угольной промышленности СССР (1955[10]—1957[11])
- Министерство строительства Среднеазиатского экономического района СССР (1963[46]—1963[24])
- Министерство строительства топливных предприятий СССР (Минтопстрой СССР) (1946[1]—1948)
- Министерство строительства электростанций СССР (1958[23]—1962)
- Министерство судостроительной промышленности СССР (Минсудпром) (1946[1]—1953[2]); (1954[3]—1957[5]); (1965[6]—1991[7])

### Т
- Министерство текстильной промышленности СССР (Минтекстильпром) (1946[1]—1948[18]); (1955[10]—1956[46])
- Министерство технических культур СССР (1946[1]—1947[29])
- Министерство торговли СССР (Минторг) (1946[1]—1953[2]); (1953[3]—1958[5]); (1965[12]—1991[7])
- Министерство тракторного и сельскохозяйственного машиностроения СССР (Минсельхозмаш, МТиСХМ СССР) (1955[10]—1957[11]); (1965[12]—1987[36])
- Министерство транспортного машиностроения СССР (Минтрансмаш) (1946[1]—1953[2]); (1954[3]—1957[11])
  - Министерство транспортного и тяжёлого машиностроения СССР (1953[2]—1954[4])
- Министерство транспортного строительства СССР (Минтрансстрой) (1954[25]—1963[24]); (1965[12]—1991[7])
- Министерство труда и социальных вопросов СССР (1990—1991[7])
  - Министерство трудовых резервов СССР (1946[17]—1953[2])
- Министерство тяжёлого машиностроения СССР (Минтяжмаш) (1946[1]—1953[2]); (1954[3]—1957[11]); (1989—1991)
  - Министерство тяжёлого, энергетического и транспортного машиностроения СССР (Минтяжэнерготрансмаш) (1965[12]—1975[47]); (1987[36]—1989)
    - Министерство тяжёлого и транспортного машиностроения СССР (Минтяжмаш) (1975[47]—1987[36])

### У
- Министерство угольной промышленности СССР (Минуглепром) (1948[18]—1957[11]); (1965[12]—1991[7])
  - Министерство угольной промышленности восточных районов СССР (1946[1]—1948[18])
  - Министерство угольной промышленности западных районов СССР (1946[1]—1948[18])

### Ф
- Министерство финансов СССР (Минфин) (1946[1]—1991)

### Х
- Министерство химической и нефтеперерабатывающей промышленности СССР (1989[14]—1991[7])
  - Министерство химического и нефтяного машиностроения СССР (Минхимнефтемаш) (1965[12]—1989)
  - Министерство химической промышленности СССР (Минхимпром) (1946[1]—1958[5]); (1965[12]—1989)

- Министерство хлебопродуктов СССР (Минхлебопродуктов) (с 1985)
- Министерство хлопководства СССР (1950[19]—1953[2])

### Ц
- Министерство цветной металлургии СССР (Минцветмет) (1946[1]—1948[18]); (1950[16]—1953[2]); (1954[3]—1957[11]); (1965[12]—1989)
- Министерство целлюлозно-бумажной промышленности СССР (1968[32]—1980[33])
  - Министерство целлюлозной и бумажной промышленности СССР (1946[1]—1948[18])

### Ч
- Министерство чёрной металлургии СССР (Минчермет) (1946[1]—1948[18]); (1950[16]—1953[2]); (1954[3]—1957[11]); (1965[12]—1989)

### Э
- Министерство экономики и прогнозирования СССР (1990—1991)
- Министерство электронной промышленности СССР (Минэлектронпром, МЭП) (1965[6]—1991[7])
  - Министерство электропромышленности СССР (1946[1]—1953[2])
- Министерство электростанций СССР (1946[1]—1953[2]); (1954[3][48]—1958[23])
  - Министерство электростанций и электропромышленности СССР (1953[2]—1954[4])
- Министерство электротехнической промышленности и приборостроения СССР (Минприбор) (1989[14]—1991[7])
  - Министерство электротехнической промышленности СССР (Минэлектротехпром) (1954[3]—1957[11]); (1965[12]—1989)
- Министерство энергетики и электрификации СССР (Минэнерго) (1962—1963[24]); (1965[12]—1991)
- Министерство энергетического машиностроения СССР (Минэнергомаш) (1975[47]—1987[36])

### Ю
- Министерство юстиции СССР (Минюст) (1946[1]—1956[13]); (1970[49]—1991[7])

## Хронологические списки министерств СССР
Персональный и количественный состав Правительства СССР, а также наименования должностей его членов изменялись на протяжении срока его деятельности.
| Наименование Правительства СССР                                    | Ссылки на хронологические списки правительств |
| ------------------------------------------------------------------ | --- |
| Совет Министров СССР (1946—1990)                                   | - Совет Министров СССР на 19 марта 1946 года - Совет Министров СССР на 15 марта 1953 года - Совет Министров СССР на 27 апреля 1954 года - Совет Министров СССР на 31 марта 1958 года - Совет Министров СССР на 25 апреля 1962 года - Совет Министров СССР на 3 августа 1966 года - Совет Министров СССР на 15 июля 1970 года - Совет Министров СССР на 26 июля 1974 года - Совет Министров СССР на 19 апреля 1979 года - Совет Министров СССР на 3 августа 1982 года - Совет министров СССР на 27 июня 1989 года и далее |
| Кабинет Министров СССР (1991)                                      | - Перечень министерств СССР на 1 апреля 1991 года |
| Комитет по оперативному управлению народным хозяйством СССР (1991) | Этот раздел нужно дополнить . Пожалуйста, улучшите и дополните раздел. ( 19 июля 2012 ) |
| Межреспубликанский экономический комитет СССР (1991)               | - Перечень министерств СССР на 14 ноября 1991 года |
|                                                                    | Этот раздел нужно дополнить. Пожалуйста, улучшите и дополните раздел. (19 июля 2012) |